# Jacques Guillemeau
Jacques Guillemeau (1550–1613) fue un cirujano francés de Orleans. Se le atribuyen contribuciones pioneras en los campos de la obstetricia, la oftalmología y la pediatría.
Fue cirujano en el Hôtel-Dieu de París y alumno favorito de Ambroise Paré (1510-1590), quien también era su suegro. Guillemeau, al igual que Paré, fue cirujano de la realeza francesa.
En 1584 Guillemeau publicó Traité des maladies de l'oeil (del francés,"Tratado sobre las enfermedades de los ojos"), considerado una de las mejores obras de la era del Renacimiento en medicina oftálmica. También se le atribuye la primera descripción que implica la reparación de un coloboma palpebral, un defecto del párpado al que se refirió como paupieres accurcies.
En 1609 publicó De l'heureux accouchement des femmes (del francés, "El parto feliz de las mujeres"), la primera descripción de un método de parto de nalgas asistido popularizado por otros médicos, y en ocasiones conocido como la "maniobra de Mauriceau-Smellie-Veit". Guillemeau era practicante de la versión podálica para su uso en casos de placenta previa, un procedimiento anteriormente revivido por Ambroise Paré.
Otras publicaciones de Guillemeau incluyen Tables anatomiques y La chirurgie française.